# Дімітрова (Придністров'я)
Дімітрова (рум. Dimitrova) — село в Рибницькому районі в Молдові (Придністров'ї).
Згідно з переписом населення 2004 року у селі проживало 86,7% українців.